# Velika Kladuša
Velika Kladuša je općina na krajnjem sjeverozapadu Bosne i Hercegovine. Jedna je od osam općina Unsko-sanske županije.

## Zemljopis
S južne strane graniči s općinom Bužim i gradom Cazinom, a sa zapada, sjevera i istoka s Republikom Hrvatskom, odnosno općinama Cetingrad, Vojnić, Topusko, Glina i Dvor. Upravno je područje općine podijeljeno na 14 mjesnih zajednica.
Geoprometni položaj Velike Kladuše je veoma značajan za njezino stanovništvo, za Unsko-sansku županiju i Bosnu i Hercegovinu u cjelini. Mnogi je nazivaju "Vratima BiH". Njenim područjem prolazi magistralna cesta M4-2 koja je povezana sa središtem županije na jugu, a na sjeveru s gospodarskim središtima u Hrvatskoj.
Zemljište općine Velika Kladuša predstavlja jedan od najvažnijih čimbenika u razvoju općine s obzirom na zemljopisni položaj, klimatske i hidrološke prilike, geološke i pedološke karakteristike. Od ukupne površine zemljišta najveći postotak predstavlja poljoprivredno zemljište – 22,375 ha ili 67,48 % ukupnog područja.
Na području općine postoji nekoliko speleoloških objekata, ali samo je pećina Hukavica s obzirom na veličinu, kulturne ostatke, pećinske ukrase i lagan pristup pogodna za moguću turističku prezentaciju.

## Povijest
Sam gradić Velika Kladuša se prvi put spominje 30. listopada 1280. po imenu "Cladosa", kao dio Zagrebačke županije i biskupije. Raniji naziv za naselje je Donja Kladuša, za razliku od Male Kladuše koja se nazivala Gornjom Kladušom i koja je bila tvrđava na uzvišenju iznad desne obale rijeke Graborske, pritoke Kladušnice
Oko 1464. Osmansko Carstvo se širi prema ovoj regiji, a grad je konačno osvojen 1633. Velika Kladuša će kasnije postati središte osmanske ekspanzije u susjednoj Hrvatskoj, kao i ostatak Europe. Na početku austro-ugarske okupacije Bosne i Hercegovine 1878., Velika Kladuša, zajedno s drugima u regiji, je digla najveći otpor u regiji. Ipak, ona se razvila otvaranjem škola, uvođenje zemljišnih knjiga, a građene su džamije i katoličke crkve. 
6. svibnja 1950. na području velikokladuškog i susjednih cazinskog i slunjskog kotara izbila je Kordunaška buna, pobuna seljaka protiv nasilne kolektivizacije, prisilna otkupa i visokih nameta, koji je milicija i vojska ugušila sljedećeg dana u krvi.
U vrijeme rata u BiH od 1993. do 1995. bila je središte Republike Zapadne Bosne pod Fikretom Abdićem.

## Stanovništvo

### Popisi 1971. – 1991.
| Stanovništvo općine Velika Kladuša |                  |                  |                  |
| godina popisa                      | 1991.            | 1981.            | 1971.            |
| Muslimani                          | 48.305 (91,29 %) | 40.238 (88,39 %) | 32.110 (88,99 %) |
| Srbi                               | 2266 (4,28 %)    | 2456 (5,39 %)    | 2845 (7,88 %)    |
| Hrvati                             | 740 (1,39 %)     | 701 (1,53 %)     | 742 (2,05 %)     |
| Jugoslaveni                        | 993 (1,87 %)     | 1758 (3,86 %)    | 191 (0,52 %)     |
| ostali i nepoznato                 | 604 (1,14 %)     | 367 (0,80 %)     | 191 (0,52 %)     |
| ukupno                             | 52 908           | 45 520           | 36 079           |

#### Velika Kladuša (naseljeno mjesto), nacionalni sastav
| Velika Kladuša     |                |                |                |
| godina popisa      | 1991.          | 1981.          | 1971.          |
| Muslimani          | 5391 (78,10 %) | 3823 (73,43 %) | 2343 (82,76 %) |
| Srbi               | 540 (7,82 %)   | 515 (9,89 %)   | 226 (7,98 %)   |
| Hrvati             | 186 (2,69 %)   | 202 (3,88 %)   | 131 (4,62 %)   |
| Jugoslaveni        | 586 (8,49 %)   | 598 (11,48 %)  | 68 (2,40 %)    |
| ostali i nepoznato | 199 (2,88 %)   | 68 (1,30 %)    | 63 (2,22 %)    |
| ukupno             | 6902           | 5206           | 2831           |

### Popis 2013.
| Stanovništvo općine Velika Kladuša |                  |
| godina popisa                      | 2013.            |
| Bošnjaci                           | 32.561 (80,56 %) |
| Hrvati                             | 636 (1,57 %)     |
| Srbi                               | 146 (0,36 %)     |
| ostali i nepoznato                 | 7076 (17,51 %)   |
| ukupno                             | 40.419           |

| Velika Kladuša – naseljeno mjesto |                |
| godina popisa                     | 2013.          |
| Bošnjaci                          | 3412 (75,49 %) |
| Hrvati                            | 140 (3,10 %)   |
| Srbi                              | 39 (0,86 %)    |
| ostali i nepoznato                | 929 (20,55 %)  |
| ukupno                            | 4520           |

## Naseljena mjesta
Općinu Velika Kladuša sačinjavaju sljedeća naseljena mjesta:
Bosanska Bojna, 
Brda, 
Bukovlje, 
Crvarevac, 
Čaglica, 
Čelinja, 
Dolovi, 
Donja Slapnica, 
Donja Vidovska, 
Elezovići, 
Glavica, 
Glinica, 
Golubovići, 
Gornja Slapnica, 
Gornja Vidovska, 
Grabovac, 
Gradina, 
Grahovo, 
Johovica, 
Klupe, 
Kudići, 
Kumarica, 
Mala Kladuša, 
Marjanovac, 
Miljkovići, 
Mrcelji, 
Nepeke, 
Orčeva Luka, 
Podzvizd, 
Poljana, 
Polje, 
Ponikve, 
Rajnovac, 
Stabandža, 
Šabići, 
Šestanovac, 
Šiljkovača, 
Šmrekovac, 
Šumatac, 
Todorovo, 
Todorovska Slapnica, 
Trn, 
Trnovi, 
Vejinac, 
Velika Kladuša, 
Vrnograč, 
Vrnogračka Slapnica, 
Zagrad i 
Zborište.

## Mjesne zajednice
Na popisu stanovništva 1991., Općina Velika Kladuša je imala 49 naseljenih mjesta raspoređenih u 12 mjesnih zajednica:
Gradske mjesne zajednice
- MZ Velika Kladuša (14.442 st.) – obuhvaća naselja: Miljkovići, Nepeke, Šiljkovača, Šmrekovac, Trnovi, Velika Kladuša i Zagrad.

Seoske mjesne zajednice
- MZ Bosanska Bojna (1187 st.) – obuhvaća naselja: Bosanska Bojna i Gradina.
- MZ Glinica (1876 st.) – obuhvaća naselja: Bukovlje, Glinica i Poljana.
- MZ Mala Kladuša (4555 st.) – obuhvaća naselja: Glavica, Grahovo, Mala Kladuša i Marjanovac.
- MZ Podzvizd (5029 st.) – obuhvaća naselja: Klupe, Kumarica, Orčeva Luka, Podzvizd, Ponikve i Rajnovac.
- MZ Polje (2357 st.) – obuhvaća naselja: Polje i Trn.
- MZ Slapnica (1363 st.) – obuhvaća naselja: Donja Slapnica i Gornja Slapnica.
- MZ Šumatac (3803 st.) – obuhvaća naselja: Kudići, Šabići i Šumatac.
- MZ Todorovo (6927 st.) – obuhvaća naselja: Čelinja, Golubovići, Mrcelji, Todorovo, Todorovska Slapnica i Vejinac.
- MZ Vidovska (2229 st.) – obuhvaća naselja: Donja Vidovska, Gornja Vidovska i Johovica.
- MZ Vrnograč (5179 st.) – obuhvaća naselja: Brda, Dolovi, Elezovići, Grabovac, Šestanovac, Vrnograč i Vrnogračka Slapnica.
- MZ Zborište (3961 st.) – obuhvaća naselja: Crvarevac, Čaglica, Stabandža i Zborište.

Poslije potpisivanja Daytonskog mirovnog sporazuma, općina Velika Kladuša je u cjelini ušla u sastav Federacije BiH.

## Gospodarstvo
Ranih 1980-ih godina Velika Kladuša je ostvarila najveći gospodarski procvat u povijesti svog postojanja. U tom vremenu ostvaren je ravnomjerni gospodarski razvoj općine kao cjeline jer su na području svake mjesne zajednice izgrađeni gospodarski kapaciteti poljoprivredno-prehrambenog kombinata "Agrokomerc" d.d. sa značajnom biološkom, poljoprivrednom i prerađivačkom proizvodnjom. Prepoznatljivosti Velike Kladuše svakako su doprinijeli i "Saniteks" d.d. u tekstilnoj industriji i "Grupex" d.d. u građevinarstvu i proizvodnji betonskih konstrukcija.
Do sada izvršenim geološkim istraživanjima utvrđene su pojave i ležišta nemetalnih i metalnih mineralnih sirovina. Od nemetalnih mineralnih sirovina značajnija su nalazišta barita (intenzivna eksploatacija od 1948.), vapnenca i dolomita. Metalne mineralne sirovine su nedovoljno istražene i eksploatirane na području općine, iako se procjenjuje da se ležišta mangana na ovom području mogu svrstati među najveća u Europi.
Za gospodarstvo općine nisu zanemariva ni ostala prirodna bogatstva kojima ovo područje obiluje kao što su tekuće i termalne vode, 9057 ha šumskog zemljišta pokrivenog mješovitim šumama bukve, hrasta kitnjaka i pitomog kestena.

## Infrastruktura općine
Cestovnu mrežu općine čine magistralna cesta M-4.2 dužine 16,6 km, regionalne ceste dužine 79 km i lokalne ceste dužine 103 km. Područje općine je sa svim graničnim općinama povezan asfaltiranim cestovnim pravcima. Elektroenergetski objekti na području općine uključeni su u jedinstveni elektro-energetski sustav BiH i napajaju se preko mjesne TS 110/35/10 kV koja je dalekovodom 110 kV priključena na 110 kV elektro mrežu. Na području općine ima više od 140 distributivnih TS koje osiguravaju preko niskonaponske mreže dužine oko 850 km preko 9000 domaćinstva, industrijska postrojenja i ostale kapacitete općine. Sva domaćinstva na području općine su elektrificirana.
Telefonska-fiksna mreža pokriva gotovo cjelokupni prostor općine. Digitalna centrala s preko 10.000 telefonskih priključaka, uz područne telefonske centrale u zonalnim centrima općine, može zadovoljiti potrebe svih domaćinstava, industrije, uslužnih djelatnosti, javnih ustanova i ostalih pravnih osoba na području općine Velika Kladuša.

## Spomenici i znamenitosti
Specifičnost geoprometnog položaja područja općine Velika Kladuša ogleda se i u specifičnom kulturno-povijesnom naslijeđu baštinjenom pod utjecajima Istoka i Zapada, neprekidnom smjenom perioda stvaranja i razdoblja razaranja. I pored toga ovo područje ima rijetke i izuzetno zanimljive objekte kulturno-povijesnog i graditeljskog naslijeđa:
- srednjovjekovni gradovi (utvrde): Stari grad Kladuša, Podzvizd, Todorovo, Vrnograč,
- rimski lokaliteti "Crkvine",
- lokalitet "Hrnjičin bunar"
- neistraženi lokaliteti nestalih srednjovjekovnih utvrda i crkvi,
- Gradska džamija (iz 1901. godine),
- spomen-područje iz povijesti NOB-a (spomenici palim borcima, žrtvama te spomen-biste narodnim herojima ovog kraja),
- objekti tradicionalne krajiške arhitekture (brojne vodenice potočare, krajiške muslimanske kuće, tzv. dimalučare).

## Obrazovanje
- Osnovne škole: 10 središnjih osnovnih škola i 21 četverorazredna područna škola
- Srednje škole: jedna opća gimnazija i dvije srednje mješovite škole
- Predškolsko obrazovanje: dječji vrtić

## Zdravstvo
- Zdravstvena ustanova Dom zdravlja Velika Kladuša s 7 područnih zdravstvenih ambulanti
- Socijalna zaštita: Javna ustanova Centar za socijalni rad Velika Kladuša

## Kultura
Javna ustanova Centar za kulturu i obrazovanje "Zuhdija Žalić" u svom sastavu ima kinodvoranu s 250 sjedišta, knjižnicu, izložbeni prostor za stalni postav umjetničkih slika i prigodne izložbe. Pri Centru djeluje KUD "Tono Hrovat" s 150 članova u ženskom gradskom zboru, dramskoj i plesnoj skupini.
U Mjesnoj zajednici Vrnograč djeluje KUD "Vrnograč" s preko 80 članova. Kulturno-umjetnička društva su glavni nositelji razvoja amaterizma u području kulture.
Udruge: 
- Demokratska organizacija mladih Velika Kladuša (DOMVK),
- Udruženje za brigu i prava djeteta "Naša djeca" Velika Kladuša,
- HO "Svjetlija budućnost",
- Udruženje "Stope znanja",
- Udruženje žena Bošnjakinja",
- Lovačko društvo "Fazan"
- Lovačko društvo "Veteran",
- Udruženje ribolovaca "Štuka",
- Udruženje likovnih umjetnika Velika Kladuša,
- Lovačko društvo "ULO Velika Kladusa".

## Sport
- NK Krajišnik
- NK Mladost Vrnograč
- FC ABC (MZ Podzvizd)
- Košarkaški klub "Krajišnik"
- Biciklistički klub "Krajišnik"
- Karate klub "Saniteks"
- Karate klub "23. februar"
- Planinarsko društvo PD “Krajišnik”
- Konjički klub "Krajišnik"
- Sportsko društvo "Polet Šumatac"
- Nogometna škola "Lav"
- Omladinska nogometna škola "Kladuša 2008"
- MNK “Mujo Hrnjica”

Održavaju se međunarodni nogometni turnir za djecu "Lion's Cup" od 2012., malonogometni Kladuša kup od 2016., Malonogometni turnir Kladuša (ONŠ Kladuša) od 2014., Turnir u malom nogometu Kladuša (SKC HOH) od 2009., malonogometni MIDŽ HIT Cup od 2013. (seniorski turnir od 2014.).

## Vanjske poveznice
- Službene stranice – Općina Velika Kladuša